# Irene Curtoni
Irene Curtoni, född 11 augusti 1985, är en italiensk alpin skidåkare som debuterade i världscupen den 29 december 2007 i Lienz i Österrike. Hennes första pallplats i världscupen kom när hon slutade trea i tävlingen i storslalom den 2 mars 2012 i Ofterschwang i Tyskland. Den 20 december 2017 slutade Curtoni på pallen i världscupen för andra gången, detta efter tredjeplatsen i parallellstorslalom i Courchevel i Frankrike.
Irene är äldre syster till skidåkaren Elena Curtoni.